# 清水釘吉

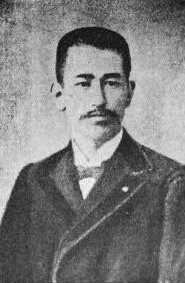
清水釘吉

清水 釘吉（しみず ていきち、慶応3年11月10日（1867年12月5日） - 昭和23年（1948年）9月7日）は、日本の実業家。清水組代表取締役社長。旧姓・小野。

## 略歴
- 1867年（慶応3年） 宮津藩士・小野高永の次男として、江戸に生まれる。
- 1883年（明治16年） 慶應義塾から東京英和学校に転じ、明治18年工部大学校に入学。
- 1891年（明治24年） 帝国大学工学部建築学科卒業。
- 同年、清水組3代清水満之助の婿養子となり分家。
- 卒業後、工手学校（工学院大学の前身）で教鞭をとる
- 1894年（明治27年） 清水満之助店 三代技師長
- 1900年（明治33年） 清水満之助店 営業監督
- 1902年（明治35年） 欧米視察
- 1909年（明治42年） 石川島造船所取締役。
- 1915年（大正4年） 清水組業務執行役員店長
- 1936年（昭和11年） 清水組取締役社長（〜1940年（昭和15年））
- 1948年（昭和23年） 死去。

## その他
- 墓地は谷中霊園甲9号13側にある。
- 造家学会（現日本建築学会）名誉会員。

## 家族
- 実父・小野高永 - 宮津藩士
- 妻・たけ - 清水組社長・清水満之助の娘[1]
- 長男・俊雄 - 岳父に九段精華高等女学校校長・尺秀三郎（尺振八の死後養子）[1]
- 長女・文 - 横浜の貿易商・守安瀧三郎の子・瀧三の妻。瀧三の姉の夫に岡崎久次郎、高橋是福がいる。瀧三の甥に守安祥太郎。[1]
- 三男・康男 - 清水満之助の養嗣子。清水組社長。妻の貞子は東京川崎財閥・川崎八右衛門 (2代目)の孫。[1][2]

## 栄典
- 紺綬褒章（1932年3月）[3]